# What We Do Next
What We Do Next es un thriller estadounidense de 2022 dirigido por Stephen Belber y protagonizado por Corey Stoll, Karen Pittman y Michelle Veintimilla. Se estrenó en el Cinequest Film & Creativity Festival en abril de 2022. Tuvo un estreno en cines limitado el 3 de marzo de 2023.

## Sinopsis
Mercado (Veintimilla) ha cumplido 16 años de prisión por matar a su padre abusivo. Después de su liberación, una concejala de la ciudad de Nueva York (Pittman) y un abogado corporativo (Stoll) se ven obligados a enfrentar su participación en el crimen original.

## Reparto
- Michelle Veintimilla como Elsa Mercado.
- Corey Stoll como Paul Jenkins.
- Karen Pittman como Sandy James.

## Producción
Chris Mangano, Merry-Kay Poe y Max Neace produjeron la película, que es una coproducción entre Poe's Unbridled Films y Mangano's Mangano Movies & Media. Lynn Nottage actuó como coproductora. El escritor y director Stephen Belber fue productor ejecutivo junto con Brian Tanke y Matt Bronson.
Se filmó en el otoño de 2020 en Louisville, Kentucky, en seis días y medio de rodaje durante la pandemia de COVID-19.

## Estreno
Los productores Unbridled Films y Mangano Movies & Media se encargan de la distribución de la película, que se estrenó en el Cinequest Film & Creativity Festival en abril de 2022 y luego también se proyectó en el Flyover Film Festival en Louisville, Kentucky en julio de 2022. La película se estrenó en Canadá en el Festival Internacional de Cine de Vancouver el 30 de septiembre de 2022. La película tiene una fecha de estreno limitado en cines de Estados Unidos del 3 de marzo de 2023.

## Recepción
En el sitio web agregador de reseñas Rotten Tomatoes, What We Do Next tiene un índice de aprobación del 100% basado en 10 reseñas con una calificación promedio de 10/10. Tras el estreno de la película, Randy Myers en The Mercury News la describió como «77 minutos tensos, nunca agobiados» y «bien actuados y estimulantes». Lapacazo Sandoval en el New York Amsterdam News reflexionó que la película tuvo claros comienzos como obra de teatro y «básicamente sigue siendo una obra de teatro, rodada en película». Se elogió a la directora de fotografía, Garrette Rose, a la diseñadora de producción, Christelle Matou, y al editor Justin Chan por hacer una película que era «hermosa de ver».